# タイラー・ロックリア
- タイラー・ロックレア

タイラー・エバン・ロックリア（Tyler Evan Locklear, 2000年11月24日 - ）は、アメリカ合衆国メリーランド州ボルチモア出身のプロ野球選手（内野手）。右投右打。MLBのアリゾナ・ダイヤモンドバックス所属。

## 経歴

### プロ入りとマリナーズ時代
2022年のMLBドラフト2巡目（全体58位）でシアトル・マリナーズから指名されプロ入り。契約金は128万ドル。傘下のルーキー級アリゾナ・コンプレックスリーグ・マリナーズでプロデビューし、2試合に出場した後にA級モデスト・ナッツへ昇格した。この年は2チーム合計で31試合に出場して打率.285、7本塁打、31打点を記録した。
2023年はA＋級エバレット・アクアソックスで開幕を迎えたが、6月1日の試合で死球により右手を骨折し離脱。その後ルーキー級アリゾナ・コンプレックスリーグで復帰した後、8月24日にAA級アーカンソー・トラベラーズへ昇格した。この年は3チーム合計で85試合に出場して打率.288、13本塁打、52打点を記録した。
2024年はAA級アーカンソーで開幕を迎え、その後AAA級タコマ・レイニアーズへ昇格。51試合に出場して打率.293、5本塁打、33打点を記録した。6月9日に40人枠に登録され、同日のカンザスシティ・ロイヤルズ戦に出場してメジャーデビューを果たした。13日のシカゴ・ホワイトソックス戦でギャレット・クロシェからメジャー初本塁打を記録した。24日にホルへ・ポランコの故障者リストからの復帰に伴いAAA級タコマへ降格。7月24日にタイ・フランスのDFAにより再びメジャーへ昇格したが、30日にトレードで同じ一塁手のジャスティン・ターナーが加入したことに伴い再びタコマへ降格した。メジャーでは16試合に出場して打率.156、2本塁打、3打点を記録した。

### ダイヤモンドバックス時代
2025年7月31日にエウヘニオ・スアレスとのトレードで、フアン・バルゴス、ハンター・クラントンと共にアリゾナ・ダイヤモンドバックスへ移籍した。

## 人物
ネイティブアメリカンの家系で、父のトッド、叔父のジェフはいずれも元野球選手。従兄のギャビンはノースカロライナ州立大学でアメリカンフットボール選手として活躍し、現在は同大学でコーチを務めている。
オールドベイ・シーズニングで味付けした手羽先が好物。

## 詳細情報

### 年度別打撃成績
| 年 度    | 球 団    | 試 合 | 打 席 | 打 数 | 得 点 | 安 打 | 二 塁 打 | 三 塁 打 | 本 塁 打 | 塁 打 | 打 点 | 盗 塁 | 盗 塁 死 | 犠 打 | 犠 飛 | 四 球 | 敬 遠 | 死 球 | 三 振 | 併 殺 打 | 打 率 | 出 塁 率 | 長 打 率 | O P S |
| -------- | -------- | ----- | ----- | ----- | ----- | ----- | -------- | -------- | -------- | ----- | ----- | ----- | -------- | ----- | ----- | ----- | ----- | ----- | ----- | -------- | ----- | -------- | -------- | ----- |
| 2024     | SEA      | 16    | 49    | 45    | 3     | 7     | 1        | 0        | 2        | 14    | 3     | 1     | 0        | 0     | 0     | 3     | 0     | 1     | 20    | 3        | .156  | .224     | .311     | .536  |
| MLB：1年 | MLB：1年 | 16    | 49    | 45    | 3     | 7     | 1        | 0        | 2        | 14    | 3     | 1     | 0        | 0     | 0     | 3     | 0     | 1     | 20    | 3        | .156  | .224     | .311     | .536  |

- 2024年度シーズン終了時

### 年度別守備成績
| 年 度 | 球 団 | 一塁（1B） | 一塁（1B） | 一塁（1B） | 一塁（1B） | 一塁（1B） | 一塁（1B） |
| 年 度 | 球 団 | 試 合      | 刺 殺      | 補 殺      | 失 策      | 併 殺      | 守 備 率   |
| ----- | ----- | ---------- | ---------- | ---------- | ---------- | ---------- | ---------- |
| 2024  | SEA   | 16         | 91         | 7          | 0          | 5          | 1.000      |
| MLB   | MLB   | 16         | 91         | 7          | 0          | 5          | 1.000      |

- 2024年度シーズン終了時

### 背番号
- 27（2024年）
- 28（2025年 - ）